# آئودی اف۱۰۳
اف۱۰۳ (به انگلیسی: F103) نام محرمانهٔ یک سری از مدلهای خودرو است که از سال ۱۹۶۵ تا ۱۹۷۲ توسط شرکت اتو یونیون (پس از ادغام با ان‌اس‌یو موتورورکه در سال ۱۹۶۹: آئودی ان‌اس‌یو اتو یونیون) و به‌عنوان مدلی مشتق شده از دکاو اف۱۰۲ تولید شد. نشان تجاری دکاو جهت معنی بخشیدن به تغییر موتورهای دوزمانه به موتورهای چهارزمانه، به نفع نشان تجاری آئودی، که از پیش از جنگ جهانی دوم غیرفعال بود، کنار گذاشته شد.

## مشخصات فنی
آمارهای سازنده، به‌جز مواردی که عدم اعلام آن‌ها از سوی سازنده ذکر شده‌است.
| آئودی اف۱۰۳                                    | آئودی ۶۰ ۲ یا ۴ در سالن/سدان ۳ در واریان استیت/استیشن واگن                  | آئودی ۷۲ ۲ یا ۴ در سالن/سدان ۳ در واریان استیت/استیشن واگن   | آئودی ۷۵ ۲ یا ۴ در سالن/سدان ۳ در واریان استیت/استیشن واگن   | آئودی ۸۰ ۲ یا ۴ در سالن/سدان ۳ در واریان استیت/استیشن واگن   | آئودی سوپر ۹۰ ۲ یا ۴ در سالن/سدان                            |
| ---------------------------------------------- | --------------------------------------------------------------------------- | ------------------------------------------------------------ | ------------------------------------------------------------ | ------------------------------------------------------------ | ------------------------------------------------------------ |
| سال‌های تولید                                   | ۱۹۶۸–۱۹۷۲                                                                   | ۱۹۶۵–۱۹۶۹                                                    | ۱۹۶۹–۱۹۷۲                                                    | ۱۹۶۶–۱۹۶۹                                                    | ۱۹۶۶–۱۹۷۲                                                    |
| تعداد تولیدشده                                 | ۲۱۶٬۹۸۸                                                                     | ۱۲۲٬۵۷۹                                                      | ۱۲۲٬۵۷۹                                                      | ۱۲۲٬۵۷۹                                                      | ۴۹٬۷۹۴                                                       |
| موتور                                          | ام۱۱۸ چهار سیلندر خطی (چهارزمانه)، نصب‌شده به‌صورت طولی در جلو                | ام۱۱۸ چهار سیلندر خطی (چهارزمانه)، نصب‌شده به‌صورت طولی در جلو | ام۱۱۸ چهار سیلندر خطی (چهارزمانه)، نصب‌شده به‌صورت طولی در جلو | ام۱۱۸ چهار سیلندر خطی (چهارزمانه)، نصب‌شده به‌صورت طولی در جلو | ام۱۱۸ چهار سیلندر خطی (چهارزمانه)، نصب‌شده به‌صورت طولی در جلو |
| قطر × مرحله                                    | ۸۰ میلی‌متر x ۷۴٫۴ میلی‌متر                                                   | ۸۰ میلی‌متر x ۸۴٫۴ میلی‌متر                                    | ۸۰ میلی‌متر x ۸۴٫۴ میلی‌متر                                    | ۸۰ میلی‌متر x ۸۴٫۴ میلی‌متر                                    | ۸۱٫۵ میلی‌متر x ۸۴٫۴ میلی‌متر                                  |
| حجم موتور                                      | ۱٬۴۹۶ سی‌سی                                                                  | ۱۶۹۷ سی‌سی                                                    | ۱۶۹۷ سی‌سی                                                    | ۱۶۹۷ سی‌سی                                                    | ۱۷۶۰ سی‌سی                                                    |
| حداکثر توان                                    | ۵۴ اسب بخار (۴۰ کیلووات) ۶۴ اسب بخار (۴۸ کیلووات)                           | ۷۱ اسب بخار (۵۳ کیلووات)                                     | ۷۴ اسب بخار (۵۵ کیلووات)                                     | ۷۹ اسب بخار (۵۹ کیلووات)                                     | ۸۹ اسب بخار (۶۶ کیلووات)                                     |
| نسبت تراکم                                     | ۹٫۱:۱                                                                       | ۱۱٫۲:۱                                                       | ۹٫۱:۱                                                        | ناشناخته                                                     | ۱۰٫۶:۱                                                       |
| شتاب ۰–۱۰۰ کیلومتر بر ساعت (۰–۶۲ مایل بر ساعت) | ۱۸٫۰ ثانیه                                                                  | ۱۴٫۸ ثانیه                                                   | ۱۴٫۵ ثانیه                                                   | ۱۴٫۰ ثانیه                                                   | ۱۲٫۲ ثانیه                                                   |
| بیشینه سرعت                                    | ۱۳۸ کیلومتر بر ساعت (۸۶ مایل بر ساعت) ۱۴۴ کیلومتر بر ساعت (۸۹ مایل بر ساعت) | ۱۴۸ کیلومتر بر ساعت (۹۲ مایل بر ساعت)                        | ۱۵۰ کیلومتر بر ساعت (۹۳ مایل بر ساعت)                        | ۱۵۲ کیلومتر بر ساعت (۹۴ مایل بر ساعت)                        | ۱۶۳ کیلومتر بر ساعت (۱۰۱ مایل بر ساعت)                       |
| سوخت‌رسانی                                      | کاربراتور سولکس تک                                                          | کاربراتور سولکس تک                                           | کاربراتور سولکس تک                                           | کاربراتور سولکس تک                                           | کاربراتور سولکس تک                                           |
| مجموعه سوپاپ                                   | سوپاپ رو                                                                    | سوپاپ رو                                                     | سوپاپ رو                                                     | سوپاپ رو                                                     | سوپاپ رو                                                     |
| خنک‌کاری                                        | آب                                                                          | آب                                                           | آب                                                           | آب                                                           | آب                                                           |
| سامانه برق‌رسانی                                | ۱۲ ولت                                                                      | ۱۲ ولت                                                       | ۱۲ ولت                                                       | ۱۲ ولت                                                       | ۱۲ ولت                                                       |
| تعلیق جلو                                      | تعلیق دوجناقی، میله پیچشی                                                   | تعلیق دوجناقی، میله پیچشی                                    | تعلیق دوجناقی، میله پیچشی                                    | تعلیق دوجناقی، میله پیچشی                                    | تعلیق دوجناقی، میله پیچشی                                    |
| تعلیق عقب                                      | محور میله‌ای، بازوی پشتی، میله پنارد، میله پیچشی                             | محور میله‌ای، بازوی پشتی، میله پنارد، میله پیچشی              | محور میله‌ای، بازوی پشتی، میله پنارد، میله پیچشی              | محور میله‌ای، بازوی پشتی، میله پنارد، میله پیچشی              | محور میله‌ای، بازوی پشتی، میله پنارد، میله پیچشی              |
| ترمزها                                         | دیسکی در جلو / کاسه‌ای در عقب                                                | دیسکی در جلو / کاسه‌ای در عقب                                 | دیسکی در جلو / کاسه‌ای در عقب                                 | دیسکی در جلو / کاسه‌ای در عقب                                 | دیسکی در جلو / کاسه‌ای در عقب                                 |
| ساختار بدنه                                    | مونوکوک                                                                     | مونوکوک                                                      | مونوکوک                                                      | مونوکوک                                                      | مونوکوک                                                      |
| وزن خشک                                        | ۹۶۰–۱٬۰۶۵ کیلوگرم (۲٬۱۱۶–۲٬۳۴۸ پوند)                                        | ۹۶۰–۱٬۰۶۵ کیلوگرم (۲٬۱۱۶–۲٬۳۴۸ پوند)                         | ۹۶۰–۱٬۰۶۵ کیلوگرم (۲٬۱۱۶–۲٬۳۴۸ پوند)                         | ۹۶۰–۱٬۰۶۵ کیلوگرم (۲٬۱۱۶–۲٬۳۴۸ پوند)                         | ۹۶۰–۱٬۰۶۵ کیلوگرم (۲٬۱۱۶–۲٬۳۴۸ پوند)                         |
| عرض محور جلو/عقب                               | ۱٬۳۴۳ میلیمتر (۵۲٫۹ اینچ) / ۱٬۳۲۷ میلیمتر (۵۲٫۲ اینچ)                       | ۱٬۳۴۳ میلیمتر (۵۲٫۹ اینچ) / ۱٬۳۲۷ میلیمتر (۵۲٫۲ اینچ)        | ۱٬۳۴۳ میلیمتر (۵۲٫۹ اینچ) / ۱٬۳۲۷ میلیمتر (۵۲٫۲ اینچ)        | ۱٬۳۴۳ میلیمتر (۵۲٫۹ اینچ) / ۱٬۳۲۷ میلیمتر (۵۲٫۲ اینچ)        | ۱٬۳۴۳ میلیمتر (۵۲٫۹ اینچ) / ۱٬۳۲۷ میلیمتر (۵۲٫۲ اینچ)        |
| فاصلهٔ بین محورها                               | ۲٬۴۹۰ میلیمتر (۹۸ اینچ)                                                     | ۲٬۴۹۰ میلیمتر (۹۸ اینچ)                                      | ۲٬۴۹۰ میلیمتر (۹۸ اینچ)                                      | ۲٬۴۹۰ میلیمتر (۹۸ اینچ)                                      | ۲٬۴۹۰ میلیمتر (۹۸ اینچ)                                      |
| طول                                            | ۴٬۳۸۰ میلیمتر (۱۷۲ اینچ)                                                    | ۴٬۳۸۰ میلیمتر (۱۷۲ اینچ)                                     | ۴٬۳۸۰ میلیمتر (۱۷۲ اینچ)                                     | ۴٬۳۸۰ میلیمتر (۱۷۲ اینچ)                                     | ۴٬۳۸۰ میلیمتر (۱۷۲ اینچ)                                     |
| عرض                                            | ۱٬۶۲۶ میلیمتر (۶۴٫۰ اینچ)                                                   | ۱٬۶۲۶ میلیمتر (۶۴٫۰ اینچ)                                    | ۱٬۶۲۶ میلیمتر (۶۴٫۰ اینچ)                                    | ۱٬۶۲۶ میلیمتر (۶۴٫۰ اینچ)                                    | ۱٬۶۲۶ میلیمتر (۶۴٫۰ اینچ)                                    |
| ارتفاع                                         | ۱٬۴۵۱ میلیمتر (۵۷٫۱ اینچ)                                                   | ۱٬۴۵۱ میلیمتر (۵۷٫۱ اینچ)                                    | ۱٬۴۵۱ میلیمتر (۵۷٫۱ اینچ)                                    | ۱٬۴۵۱ میلیمتر (۵۷٫۱ اینچ)                                    | ۱٬۴۵۱ میلیمتر (۵۷٫۱ اینچ)                                    |
| فرمان                                          | راک اند پینیون                                                              | راک اند پینیون                                               | راک اند پینیون                                               | راک اند پینیون                                               | راک اند پینیون                                               |
| شعاع گردش                                      | ۱۰٫۵۹ متر (۳۴ فوت ۹ اینچ)                                                   | ۱۰٫۵۹ متر (۳۴ فوت ۹ اینچ)                                    | ۱۰٫۵۹ متر (۳۴ فوت ۹ اینچ)                                    | ۱۰٫۵۹ متر (۳۴ فوت ۹ اینچ)                                    | ۱۰٫۵۹ متر (۳۴ فوت ۹ اینچ)                                    |

1. ↑  به‌جز مدل‌های استیشن واگن «واریان».